# Blaise Pascal

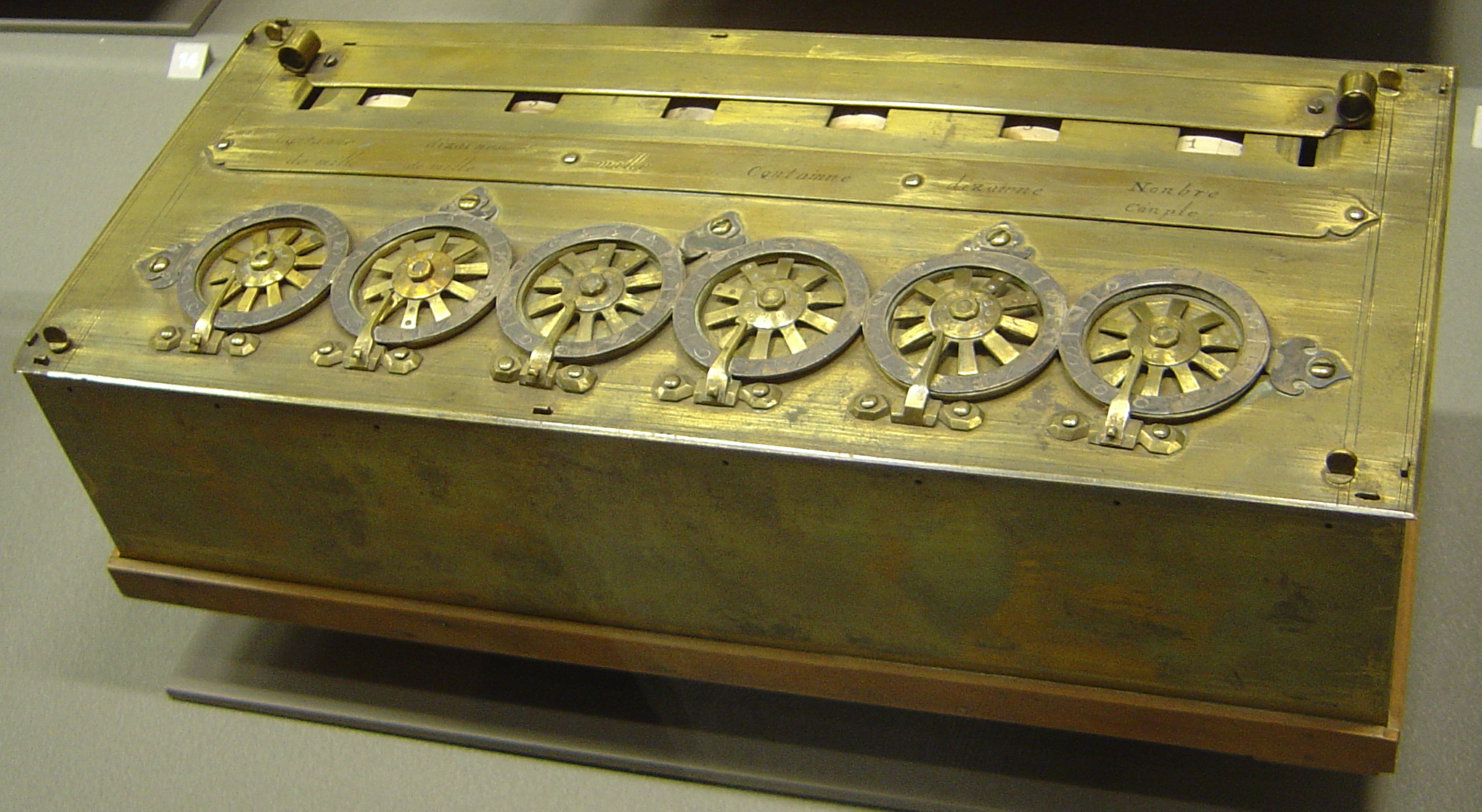
Jedna z pierwszych Pascalin na wystawie w paryskim Musée des Arts et Métiers

Blaise Pascal, wym. [blɛz pas'kal], pol. Błażej Pascal (ur. 19 czerwca 1623 w Clermont-Ferrand, zm. 19 sierpnia 1662 w Paryżu) – francuski intelektualista: matematyk, fizyk, inżynier-wynalazca, filozof, teolog i literat.
Początkowo był przede wszystkim matematykiem, współtworzącym dwie nowe dyscypliny: geometrię rzutową i probabilistykę. Pionierskie prace Pascala, Fermata i Huygensa w tej drugiej dziedzinie wywarły wpływ na nowożytną ekonomię i inne nauki społeczne. Pascal jest też znany m.in. z twierdzenia Pascala w geometrii płaskiej oraz trójkąta Pascala.
W fizyce zajmował się głównie mechaniką płynów, zwłaszcza statyką płynów – hydrostatyką i aerostatyką. Został upamiętniony nazwami prawa Pascala oraz jednostki ciśnienia w układzie SI: paskala (Pa). Sprecyzował pojęcia ciśnienia i próżni, uogólniając prace Torricellego. W swoich opracowaniach bronił metody naukowej.
Jako inżynier wynalazł strzykawkę, prasę hydrauliczną, rodzaj ruletki i jeden z pierwszych kalkulatorów mechanicznych – sumator zwany pascaliną, jeszcze przed ławą liczącą Leibniza. Być może dzięki temu w latach 70. XX wieku Pascala upamiętniono nazwą języka programowania.
Blaise Pascal w wieku 32 lat doznał mistycznego przeżycia. W jego następstwie porzucił nauki ścisłe, poświęcając się filozofii, teologii i pisarstwu. Z tego okresu życia Pascala pochodzą jego dwa najbardziej znane dzieła: Prowincjałki i Myśli (fr. Pensées). Opisał w nich m.in. zakład Pascala – argument za wiarą religijną, który nie broni wprost jej prawdziwości w klasycznym sensie. Jako teolog katolicki przedstawiał jansenizm – surową odmianę augustynizmu, bliską kalwinizmowi, potem potępioną przez Kościół katolicki. Pascal bywa nazywany fideistą i irracjonalistą – tak jak inni janseniści – oraz prekursorem kierunków filozoficzno-literackich XIX i XX wieku jak egzystencjalizm i intuicjonizm filozoficzny.
Przez całe życie borykał się z problemami zdrowotnymi; zmarł w wieku 39 lat.

## Młodość, edukacja i wynalazki
Urodzony w Clermont we Francji Blaise Pascal stracił matkę, Antoinette Begon, w wieku trzech lat. Jego ojciec Étienne Pascal (1588–1651), który również interesował się nauką i matematyką, był miejscowym sędzią oraz członkiem „noblesse de robe” („młodej szlachty”). Pascal miał dwie siostry, młodszą Jacqueline i starszą Gilberte.
Był niezwykle uzdolnionym dzieckiem, wyedukowanym przez ojca. Jego wczesne dzieła powstawały spontanicznie, lecz w istotny sposób przyczyniły się do rozwoju nauki.
W 1631, po śmierci żony, Étienne Pascal przeniósł się wraz z dziećmi do Paryża. Wkrótce po przybyciu zatrudnił Louise Delfault, pokojówkę, która z czasem stała się pełnoprawnym członkiem rodziny. Ojciec Pascala nigdy nie ożenił się ponownie, postanowił także samodzielnie kształcić swoje dzieci, spośród których wszystkie (a zwłaszcza sam Blaise) przejawiały ponadprzeciętne zdolności intelektualne. Młody Pascal już wtedy wykazywał nadzwyczajne uzdolnienia w zakresie matematyki i nauk przyrodniczych. W wieku jedenastu lat napisał pracę dotyczącą dźwięków wydawanych przez wibrujące ciała. Ojciec nie chcąc, by zainteresowania młodzieńca kolidowały z nauką łaciny i greki, zabronił mu zajmować się matematyką do czasu ukończenia przezeń piętnastego roku życia. Mimo wydanego zakazu, pewnego dnia Étienne zobaczył swego (dwunastoletniego już wtedy) syna zapisującego kawałkiem węgla na ścianie niezależny dowód twierdzenia, iż suma miar kątów wewnętrznych trójkąta równa się podwojonemu kątowi prostemu. Od tego czasu Pascalowi pozwolono studiować pisma Euklidesa, mógł także – co ważniejsze – przysłuchiwać się dyskusjom odbywającym się w celi zakonnej Marina Mersenne’a, które prowadzili najwybitniejsi matematycy i naukowcy Europy: Desargues, Gassendi, Mydorge, Roberval czy Kartezjusz.
Pascala szczególnie zainteresowały prace Desargues’a dotyczące krzywych stożkowych. Zainspirowany nimi szesnastoletni Blaise stworzył krótki traktat na temat tak zwanego „Tajemniczego Sześciokąta” – Essai pour les coniques („Esej o stożkach”), i przesłał tenże – jako swoje pierwsze poważne opracowanie z dziedziny matematyki – do Mersenne’a, do Paryża. Sformułowane tam prawo znane jest do dziś pod nazwą twierdzenia Pascala; pokrótce można je przedstawić następująco:
1. Dany jest stożek.
2. Dana jest prosta płaszczyzna przecinająca stożek na dwie części.
3. Krzywa powstała wskutek przecięcia stożka będzie miała kształt elipsy bądź jej fragmentu (w szczególnym przypadku będzie to okrąg).
4. Wpisz w elipsę dowolny sześciokąt. Nie musi on być regularny, a jego boki mogą się przecinać.
5. Przedłuż przeciwległe boki (w sześciokącie ABCDEF: AB i DE, BC i EF, CD i AF) do momentu ich przecięcia.
6. Trzy punkty przecięcia przedłużeń boków zawsze będą współliniowe (będą leżały na jednej prostej)[2].

Praca Pascala była do tego stopnia dojrzała i skomplikowana, że Kartezjusz, któremu pokazano rękopis, nie chciał uwierzyć, iż nie jest ona dziełem Étienne’a, a właśnie jego syna. Gdy Mersenne zapewnił go, że autorem jest młody Blaise, Descartes skomentował to słowami: „Nie wydaje mi się dziwne, że zaproponował lepsze opracowania dotyczące stożka niż starożytni”, po czym dodał: „można jednak poruszyć związane z tym tematem kwestie, które nigdy nie przyszłyby na myśl szesnastoletniemu dziecku.”
W ówczesnej Francji urzędy i stanowiska mogły być (i były) przedmiotem handlu. W 1631 Étienne sprzedał swoją pozycję drugiego prezydenta Cour des Aides za sumę 65 665 liwrów. Pieniądze te zainwestował w obligacje rządowe, co gwarantowało całkiem przyzwoite dochody oraz pozwoliło rodzinie Pascalów przeprowadzić się do Paryża i wieść tam komfortowe życie. W roku 1638 Richelieu, pilnie poszukujący funduszy na prowadzenie wojny trzydziestoletniej, zalegał jednak z wypłatą odsetek, wskutek czego wartość majątku Pascalów spadła gwałtownie z niecałych 66 tysięcy do około 7300 liwrów.
Z powodu sprzeciwu wobec polityki fiskalnej kardynała, Étienne, tak jak wielu innych paryżan, został zmuszony do opuszczenia stolicy i pozostawienia trójki swoich dzieci pod opieką sąsiadki, Madame Sainctot – damy okrytej nie najlepszą sławą, na której salonach gościły jednak największe osobistości ówczesnej Francji. Wystarczyło, że gra Jacqueline w dziecięcym przedstawieniu przyciągnęła uwagę Richelieu, aby Étienne powrócił do miasta, został przeproszony i zyskał łaskę kardynała. Znajomość ta przyniosła mu w 1639 roku posadę królewskiego komisarza podatków w mieście Rouen, w którym ze względu na ciągłe podwyżki podatków zapanował fiskalny chaos.
W 1642 roku, pragnąc ułatwić ojcu niekończące się, wyczerpujące kalkulacje wpływów i należności, osiemnastoletni już Pascal zbudował maszynę obliczeniową zdolną do wykonywania działań dodawania i odejmowania, nazwaną później kalkulatorem Pascala albo Pascaliną. Mimo że konstrukcja stanowiła istotny etap rozwoju inżynierii komputerowej, nigdy nie osiągnęła sukcesu komercyjnego. Z powodu nazbyt wygórowanej ceny Pascalina pozostała co najwyżej ciekawostką, symbolem statusu społecznego najbogatszych Francuzów. Przez najbliższą dekadę Pascal usiłował jednak ulepszyć swój projekt, konstruując łącznie pięćdziesiąt maszyn; dwie z nich znajdują się dziś na wystawach w Zwingerze w Dreźnie oraz w paryskim Muzeum Sztuk i Rzemiosł.

## Dokonania na polu matematyki

Trójkąt Pascala. Każda liczba jest sumą dwóch innych znajdujących się bezpośrednio nad nią. Trójkąt obrazuje wiele własności matematycznych, m.in. stanowi schemat wyznaczania współczynników dwumiennych.

Kontynuując wspaniałe osiągnięcia wieku młodzieńczego, w dorosłym życiu Pascal nadal rozwijał swoje koncepcje matematyczne. W roku 1653 napisał „Traktat o trójkącie arytmetycznym” (Traité du triangle arithmétique), w którym zawarł koncepcję użytecznego tabelarycznego zestawienia współczynników dwumiennych, nazwanego potem na jego cześć trójkątem Pascala. W 1654, zainspirowany rozważaniami swego znajomego, Chevaliera de Méré, wymieniał z Fermatem listy na temat teorii gier hazardowych. Współpraca matematyków zaowocowała powstaniem matematycznej teorii prawdopodobieństwa. Analizowany problem dotyczył sytuacji, w której jeden z graczy chce zakończyć grę wcześniej oraz opierając się na bieżącym stanie gry i wynikających zeń szansach na wygraną, doprowadzić do sprawiedliwego podziału stawki; dyskusje te zaowocowały pojęciem wartości oczekiwanej. Później, w Myślach, Pascal sformułował probabilistyczny argument na rzecz wiary w Boga i cnotliwego życia (znany dziś jako zakład Pascala). Osiągnięcia Pascala i Fermata w dziedzinie teorii prawdopodobieństwa stanowiły podstawę dla późniejszego stworzenia rachunku różniczkowego i całkowego przez Leibniza.
Po religijnym objawieniu jakiego doświadczył w 1654, porzucił swoje rozważania matematyczne. Jednakże po bezsennej nocy w 1658 roku postanowił anonimowo ustanowić nagrodę za rozwiązanie problemu kwadratury cykloidy. Swoje koncepcje zaproponowali m.in. John Wallis, Christiaan Huygens i Christopher Wren, a także sam Pascal – pod przybranym nazwiskiem Amos Dettonville. Ostateczne ogłoszenie przezeń zwycięzcą siebie samego wywołało w środowisku naukowym liczne kontrowersje oraz ożywione dyskusje.

### Filozofia matematyki
W dziedzinie filozofii matematyki największe osiągnięcie Pascala stanowi praca „O Duchu Geometrii” (De l'Esprit géométrique), będąca właściwie wstępem do podręcznika geometrii napisanego dla jednej ze słynnych „Szkółek Port-Royal” (Les Petites-Ecoles de Port-Royal). Dzieło to, dotyczące kwestii dociekania prawd, opublikowane zostało dopiero ponad sto lat po śmierci autora. Pascal twierdził w nim, że idealną metodą byłoby opieranie nowych wniosków na prawidłach już ugruntowanych; z drugiej jednak strony prawidła takie wymagałyby oparcia w innych, bardziej elementarnych, te zaś w kolejnych, w efekcie czego ustalenie pierwotnych zasad okazuje się niemożliwe. Za najlepszą metodę z możliwych uznał tę stosowaną w geometrii, gdzie z pewnych przyjętych aksjomatów rozwija się kolejne prawa i twierdzenia; niemożliwością jest jednak sprawdzenie prawdziwości samych aksjomatów.
We wspomnianym dziele Pascal rozwinął również teorię definicji. Rozróżniał definicje dokładnie sprecyzowane przez ich autora oraz takie, które są powszechnie przyjmowane w codziennym użyciu ze względu na stosunkowo oczywistą relację z przedmiotem; ten drugi typ definicji charakterystyczny jest dla filozofii esencjalizmu. Pascal za użyteczne dla nauk ścisłych uznał jedynie definicje pierwszego typu, twierdząc, że nauki te powinny w swej metodzie przyjąć zasady formalizmu sformułowane przez Kartezjusza.
W traktacie „O sztuce perswazji” (De l'Art de persuader) przyjrzał się uważnie geometrycznej metodzie aksjomatycznej, przede wszystkim zaś postawił pytanie o to, na jakiej podstawie ludzie przekonani są o słuszności przyjmowanych aksjomatów. Uznawał pogląd Montaigne'a, który twierdził, że uzyskanie takiej pewności na drodze ludzkiego poznania jest niemożliwe. Ostatecznie przyjął, że pryncypia te mogą być osiągnięte wyłącznie intuicyjnie, podkreślając przy tym konieczność odwołania się do Boga w ich poszukiwaniu.

## Fizyka
Rozważania Pascala w zakresie hydrodynamiki i hydrostatyki koncentrowały się na kwestii zasad rządzących płynami hydraulicznymi. Wśród jego wynalazków znalazły się strzykawka i prasa hydrauliczna (wykorzystująca ciśnienie hydrostatyczne do zwielokrotniania siły), w roku 1646 zainteresował się natomiast eksperymentami z barometrem przeprowadzonymi przez Torricellego. Wykonawszy replikę wynalezionego przez Włocha urządzenia, złożonego z wypełnionej rtęcią, jednostronnie zamkniętej rurki postawionej do góry dnem w misce pełnej tego metalu, Pascal zapytał, jaka siła utrzymywała nieco rtęci w rurce oraz co wypełniało przestrzeń pomiędzy szczytem słupa rtęci a zamkniętym końcem naczynia. W tamtym czasie popularny pogląd naukowy głosił, że zamiast próżni powinna się tam znajdować jakaś niewidzialna materia. Przekonanie takie wynikało z nauk Arystotelesa, który uważał, że substancja jest w wiecznym ruchu, a substancja będąca w ruchu musi być przez coś/kogoś poruszana. Wobec tego, dla naukowców wyznających teorię greckiego filozofa, próżnia była niemożliwością, czego dowodzić miało następujące rozumowanie:
- Światło przechodziło przez tak zwaną „próżnię” w rurce.
- Według Arystotelesa wszystko jest w ruchu, i musi być przez coś poruszane.
- Wobec tego, skoro coś musi pozwalać światłu na poruszanie się w rurce, niemożliwym jest, aby miało nie być tam niczego; istnienie próżni jest niemożliwe.

Pascal kontynuował doświadczenia z barometrem i w 1647 roku napisał pracę „Nowe eksperymenty z próżnią” (Experiences nouvelles touchant le vide), w której, poza opisem współzależności między ciśnieniem powietrza a poziomem słupa określonych cieczy, podał dowody świadczące o obecności próżni w rurce barometru.
19 września 1648 roku, po wielu miesiącach nakłaniania, Florin Périer, szwagier Pascala, przystąpił ostatecznie do realizacji doświadczenia o kluczowym znaczeniu dla teorii Pascala. W swojej relacji Périer pisze:

"W ostatnią sobotę pogoda była niepewna... [ale] około piątej rano... Puy de Dôme był widoczny... więc postanowiłem spróbować. Kilka ważnych osobistości miasta Clermont poprosiło mnie wcześniej o informację w razie podjęcia przeze mnie wyprawy... Wspaniale było mieć ich za towarzyszy podczas wykonywania tego eksperymentu... [...] O godzinie ósmej spotkaliśmy się w ogrodach Ojców Minimitów, które są położone w najniższym punkcie miasta... Najpierw wlałem szesnaście funtów rtęci... do naczynia... po czym wziąłem kilka szklanych rurek... każda długa na cztery stopy, hermetycznie zamknięta na jednym końcu i otwarta na drugim... i umieściłem je w naczyniu z rtęcią... Słup rtęci wznosił się do wysokości 26 cali i 3½ linii ponad poziom rtęci w naczyniu... Stojąc w tym samym miejscu, powtórzyłem eksperyment jeszcze dwukrotnie... za każdym razem otrzymany wynik był taki sam... [...] Przymocowałem jedną z rurek do naczynia oraz oznaczyłem wysokość rtęci i... poprosiłem Ojca Chastin, jednego z Minimitów..., by obserwował, czy w ciągu dnia zajdą jakieś zmiany... Wziąwszy inną rurkę i porcję rtęci... wspiąłem się na szczyt Puy de Dôme, około 500 sążni powyżej klasztoru, gdzie eksperyment... wykazał, że słupek rtęci osiąga tu jedynie 23 cale i 2 linie... Ostrożnie powtórzyłem doświadczenie pięć razy... za każdym razem w innym miejscu szczytu... wysokość rtęci była taka sama... w każdym przypadku...”

Pascal powtórzył doświadczenie w Paryżu, wnosząc barometr na szczyt dzwonnicy kościoła Saint-Jacques-de-la-Boucherie, na wysokość około pięćdziesięciu metrów. Poziom rtęci spadł o dwie linie. Zarówno takie, jak i inne, pomniejsze eksperymenty przeprowadzane przez Pascala doprowadziły do ustalenia zasad działania i opracowania skali barometru.
Odpierając zarzuty zwolenników koncepcji „niewidzialnej materii” mającej wypełniać próżnię, Pascal sformułował jedno z głównych siedemnastowiecznych twierdzeń opisujących metodę naukową. W swej odpowiedzi do Etienne'a Noela pisze: „Aby pokazać, że hipoteza jest oczywista, nie wystarczy, że wynikają zeń wszystkie powiązane zjawiska; zamiast tego, jeśli prowadzi do czegoś sprzecznego z choćby jednym obserwowanym faktem, wystarczy to do stwierdzenia jej fałszywości.” Jego konsekwentne obstawanie przy koncepcji istnienia próżni doprowadziło go do konfliktów z różnymi znaczącymi naukowcami, m.in. Kartezjuszem.

## Dorosłe życie, religia, filozofia i literatura
Ostatecznie bowiem, czymże jest człowiek w przyrodzie? Nicością wobec nieskończoności, wszystkim wobec nicości, pośrodkiem między niczym a wszystkim. Jest nieskończenie oddalony od rozumienia ostateczności; cel rzeczy i ich początki są dlań na zawsze pokryte nieprzeniknioną tajemnicą; zarówno niezdolny jest dojrzeć nicości, z której go wyrwano, jak nieskończoności, w której go utopiono. – Blaise Pascal, „Myśli” #72

### Nawrócenie

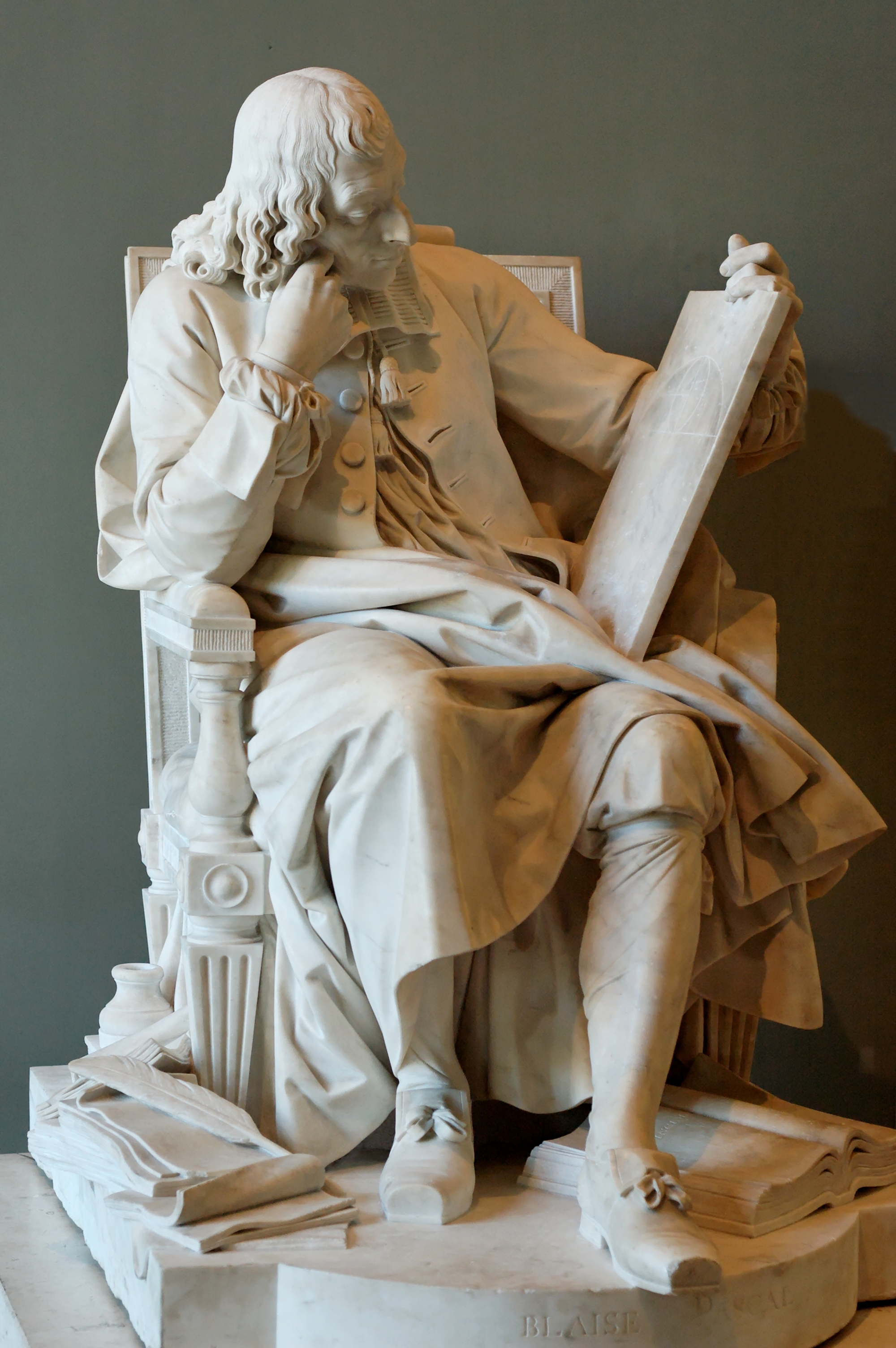
Pascal analizujący cykloidę, rzeźba autorstwa Augustina Pajou, 1785, Luwr

Z biograficznego punktu widzenia, na nawrócenie Pascala największy wpływ miały dwie główne przyczyny: jego choroba oraz jansenizm. Od osiemnastego roku życia cierpiał on na bolesną chorobę nerwową, po ataku której w roku 1647 musiał przez pewien czas poruszać się o kulach. Bolała go głowa, piekły wnętrzności, a ręce i nogi wiecznie były zimne; pobudzenie w nich krążenia wymagało uciążliwych czynności, takich jak noszenie skarpet nasączonych brandy. Chęć uzyskania lepszej opieki zdrowotnej była jednym z motywów przeprowadzki Pascala wraz z siostrą Jacqueline do Paryża. Mimo że jego zdrowie uległo tam poprawie, jego układ nerwowy został trwale uszkodzony przez lata trwania dolegliwości. Od tamtej pory Pascal popadł w pogłębiającą się hipochondrię, która wpłynęła zarówno na jego charakter, jak i na późniejszą filozofię; stał się nerwowy, skłonny do wybuchów irytacji, miewał zmienny nastrój i rzadko się uśmiechał.
Zimą roku 1646 58-letni ojciec Pascala złamał biodro, poślizgnąwszy się na oblodzonej ulicy w Rouen. Biorąc pod uwagę wiek mężczyzny i poziom wiedzy medycznej w XVII wieku, złamanie takie mogło stanowić poważne zagrożenie dla zdrowia, a nawet życia; szczęśliwie w owym okresie w Rouen mieszkało dwóch lekarzy francuskich, Deslandes i de La Bouteillerie. Pascal senior „nie dopuszczał do siebie nikogo poza tymi mężczyznami. Była to dobra decyzja, przeżył bowiem i znów mógł chodzić.”. Jakkolwiek, podczas trzech miesięcy leczenia i rehabilitacji La Bouteillerie i Deslandes zostali stałymi gośćmi w domostwie rodziny Pascalów.
Obaj mężczyźni byli zwolennikami Jeana Guilleberta, orędownika odłamu chrześcijaństwa zwanego jansenizmem. Ta wciąż stosunkowo niewielka grupa, wyznająca rygorystyczną wersję augustynizmu i potępiona przez Kościół, zdobywała wówczas popularność we Francji. Blaise często rozmawiał z lekarzami, i do czasu wyzdrowienia ojca zdążył pożyczyć od nich kilka prac dotyczących jansenizmu. W tym okresie doświadczył on swego „pierwszego nawrócenia”, w związku z którym zaczął zajmować się przez pewien czas pisaniem traktatów teologicznych.

Wkrótce początkowe zaangażowanie Pascala przeminęło, on sam zaś przeżył wówczas (1648-1654) kilka lat „okresu światowego”, jak sam to później określał. Jego ojciec zmarł w roku 1651, pozostawiając swój dobytek w spadku Blaise'owi i Jacqueline, rozporządzać nim miał jednak syn. Po tym wydarzeniu dziewczyna oświadczyła, iż pragnie zostać postulantką w jansenistycznym klasztorze Port-Royal, co niezwykle zasmuciło Blaise’a, potrzebował on bowiem opieki siostry ze względu na chroniczne problemy zdrowotne.

"Nagle w domu Pascalów rozpoczęła się wojna. Blaise błagał Jacqueline o pozostanie w domu, ona jednak była niewzruszona. W końcu rozkazał jej, by została, to jednak również nie wywarło oczekiwanego skutku. Sednem tej sprawy był lęk Blaise’a przed utratą części spadku należącej do siostry. Gdyby Jacqueline została przyjęta do Port-Royal, zabrałaby pieniądze ze sobą. [Jednak] nic nie zmieniłoby jej decyzji.”

Zgoda między rodzeństwem została zawarta w październiku roku 1651. W zamian za coroczną pensję zdrowotną Jacqueline przekazała swoją część spadku bratu; Gilberte już wcześniej otrzymała swój udział w spadku w postaci posagu. Jacqueline przeniosła się do Port-Royal na początku stycznia 1652. Tego dnia, wedle słów Gilberte opisującej swego brata, „[Blaise] powrócił do siebie smutny ignorując Jacqueline, która oczekiwała go w małym konwersatorium.”. Na początku czerwca 1653, po długich naleganiach ze strony siostry, Pascal oficjalnie przekazał jej część spadku na rzecz Port-Royal, który wówczas już „zaczął pachnieć mu sektą”. Po utracie dwóch trzecich majątku swego ojca, 29-letniemu Pascalowi w oczy zajrzało widmo biedy.
Przez pewien okres od tamtego czasu prowadził życie kawalerskie; podczas pobytu w Auvergne poddał się wdziękowi pewnej kobiety, którą określał jako „Safonę wsi”. W tym okresie napisał „Rozmowy o pasjach miłości” (Discours sur les passions de l'amour) i najwyraźniej rozważał zawarcie małżeństwa (określonego później przezeń jako „najniższy status życiowy dozwolony chrześcijaninowi”). Jacqueline potępiła jego frywolność i modliła się o poprawę obyczajów brata. Podczas wizyt w Port-Royal Pascal okazywał wyraźną pogardę wobec spraw tego świata, jednak również kwestie religii nie pociągały go szczególnie.

### Bliskość śmierci
W listopadzie 1654 roku Pascal stał się prawdopodobnie jednym z uczestników wypadku na moście Neuilly-sur-Seine, gdzie konie prowadzące karetę przeskoczyły barierę, niemalże pociągając za sobą do rzeki pojazd. Szczęśliwie wodze pękły i kareta zawisła na krawędzi mostu, pozwalając pasażerom na wyjście z niebezpiecznej sytuacji bez szwanku. Wrażliwy filozof, przerażony bliskością śmierci, zemdlał i przez pewien czas pozbawiony był świadomości. Piętnaście dni później, 23 listopada pomiędzy 10:30 a 12:30 w nocy doświadczył wizji religijnej, której treść natychmiast zapisał w krótkiej notatce, zaczynającej się słowami: „Ogień. Bóg Abrahama, Bóg Izaaka, Bóg Jakuba, a nie filozofów i uczonych...” i zakończonej cytatem z Księgi Psalmów 119:16: „Nie zapomnę mów twoich. Amen”. Po przeżyciu tym ostrożnie wszył notkę, znaną dziś jako Pamiątka, w swój płaszcz i zawsze przekładał ją do ubrania, które aktualnie miał na sobie; po jego śmierci została ona przypadkiem odnaleziona przez jednego ze służących. Niektórzy biografowie Pascala kwestionują jednak tezę, jakoby historia z karetą miała doprowadzić go do objawienia opisanego w Pamiątce.
Jakkolwiek było – jego wiara i oddanie dla religii odżyły, wskutek czego w styczniu 1655 roku zdecydował się na dwutygodniowy pobyt w starszym z dwóch klasztorów Port-Royal w celu odnowy duchowej i uporządkowania kwestii religijnych. Wtedy też – niedługo po nawróceniu – zaczął pisać swe listy w duchu jansenizmu, zebrane potem i wydane pod nazwą Prowincjałek.

### Prowincjałki
W latach 1656–1657 Pascal opublikował swą słynną krytykę kazuistyki, oficjalnej metody etycznej Kościoła katolickiego stosowanej zwłaszcza przez członków zakonu Towarzystwa Jezusowego (jezuitów), m.in. Antonio Escobara. Ukazał technikę ową jako rzekomy przykład usprawiedliwiania niemoralnego postępowania przy pomocy skomplikowanych wywodów. Posłużył się przy tym przemyślną formą wypowiedzi: Prowincjałki są zbiorem listów napisanych rzekomo przez pewnego paryżanina do przyjaciela z prowincji w celu przybliżenia temu kwestii moralno-teologicznych, jakie zajmowały ówczesnych mieszkańców stolicy. Łącząc żarliwość konwertyty z ogładą i poczuciem humoru człowieka światowego, Pascal osiągnął mocny efekt psychologiczny.
Serię 18 listów wydał on (pod pseudonimem Louis de Montalte) w ciągu niewiele ponad roku; spotkała się ona z krytyką ze strony zarówno Kościoła, jak i Ludwika XIV, który w roku 1660 nakazał spalenie Prowincjałek. W 1661 doprowadzono do potępienia i zamknięcia opactwa Port-Royal, osoby zaś związane z tym ośrodkiem zmuszone zostały do podpisania wydanej pięć lat wcześniej bulli papieskiej potępiającej nauki Janseniusza jako heretyckie. Niektóre argumenty Pascala okazały się jednak przemawiać do papieża Aleksandra VII, który pomimo dezaprobaty dla poglądów jansenistów potępił również i laksyzm (1665–1666). Równocześnie został jednak potępiony wyznawany przez Pascala tucjoryzm, stanowiący drugą skrajność etyczną.
Pomijając religijny aspekt Prowincjałek, dzieło to zyskało duże uznanie ze względu na swój poziom literacki. Zręczne użycie humoru, kpiny i brutalnej momentami satyry umożliwiło serii listów zdobycie popularności wśród szerokich kręgów społeczeństwa, a także inspirowało późniejszych pisarzy francuskich, takich jak Wolter czy Jean-Jacques Rousseau.

### Cud
Podczas tymczasowego pobytu Pascala w Paryżu, w czasie którego nadzorował on wydawanie ostatniego ze swoich listów, w kaplicy Port-Royal miało miejsce wydarzenie mające jeszcze bardziej pogłębić jego uczucia religijne i utwierdzić go w wierze. Jego 10-letnia siostrzenica, Marguerite Périer, cierpiała z powodu bolesnej przetoki łzowej (fistula lacrymalis), wywołującej okropnie wyglądające ropotoki z nosa i oczu; lekarze uważali przypadek za beznadziejny i nie dawali dziewczynce szans na wyzdrowienie. Jednak 24 marca 1657 roku do klasztoru przybył pewien mężczyzna, przynosząc ze sobą cierń, który uważany był za fragment korony cierniowej Jezusa. Podczas uroczystej ceremonii, której towarzyszyło wspólne śpiewanie psalmów, zakonnice złożyły cierń na ołtarzu i po kolei podchodziły doń, aby go ucałować. Jedna z nich, zauważywszy pośród zgromadzenia Marguerite, wzięła relikwię i dotknęła nią chorego miejsca na twarzy dziewczęcia. Jak informują źródła, tego wieczoru ból dręczący siostrzenicę Pascala ustał, jej matka zaś z zaskoczeniem stwierdziła, że po przetoce nie pozostał żaden ślad; wezwany lekarz potwierdził, że ropienie i opuchlizna ustały. Zaskoczony nagłym wyzdrowieniem dziewczynki rozpuścił wieść o cudownym uzdrowieniu, zaś siedmiu lekarzy znających jej wcześniejszy stan zdrowia pisemnie potwierdziło cudowność niniejszego zdarzenia. Do podobnych wniosków doszli zresztą wezwani w celu zbadania sprawy urzędnicy diecezjalni, którzy zezwolili na odcelebrowanie w Port-Royal mszy Te Deum. Tłumy wiernych zjawiły się, by ujrzeć i ucałować słynny cierń, którego cudowność została uznana przez cały katolicki Paryż; później cudu tego używali zarówno janseniści, jak i katolicy w charakterze argumentu w sporach o kwestie wiary. W 1728 papież Benedykt XIII odwołał się do owego zdarzenia, dowodząc, iż epoka cudów jeszcze nie przeminęła.
Na pamiątkę cudu Pascal wykonał dla siebie emblemat, ukazujący oko otoczone koroną cierniową z inskrypcją Scio cui credidi („Wiem, komu zawierzyłem”). Jego wiara uległa umocnieniu, co przywiodło go do stworzenia jego ostatniego, niedokończonego dzieła, słynnych Myśli.

### Myśli
Najbardziej wpływowe dzieło teologiczne Pascala, już po śmierci autora opatrzone tytułem „Myśli” (Pensées), nigdy nie zostało przez niego ukończone. Oryginalnie zatytułowane „Apologia religii chrześcijańskiej” (Apologie de la religion Chrétienne), w zamyśle stanowić miało jednolitą i kompletną analizę i obronę chrześcijaństwa. Wśród rzeczy osobistych zmarłego odnaleziono liczne skrawki papieru zapisane pojedynczymi myślami, ułożone w roboczym, acz sensownym porządku. Pierwsze zbiorcze wydanie tych notatek ukazało się drukiem w roku 1670, pod nazwą „P. Pascala myśli o religii oraz kilku innych zagadnieniach” (Pensées de M. Pascal sur la religion, et sur quelques autres sujets) i wkrótce zdobyło znaczne uznanie czytelników, stając się klasyczną pozycją literatury francuskiej. Jedną z głównych technik retorycznych, jakie zastosował Pascal, było użycie filozofii sceptycznej – uosabianej tu przez Montaigne'a i Epikteta – dla doprowadzenia odbiorcy do punktu takiego zdezorientowania i desperacji, że skłonny byłby on całkowicie zaufać Bogu i pewności, jaką daje religia. Podejście takie znalazło krytyków w osobach m.in. Pierre’a Nicole, Antoine’a Arnaulda i innych uczonych z Port-Royal, sądzących, że fragmentaryczne myśli i spostrzeżenia mogą – zamiast do pobożności – prowadzić raczej do przyjęcia postawy sceptycznej. Część „niewygodnych” myśli w związku z tym usunięto w redakcji, inne zaś zmodyfikowano tak, by uniknąć wrogich reakcji ze strony króla lub Kościoła – po zakończeniu okresu prześladowań mieszkańcy klasztoru pragnęli uniknąć odnowienia dawnego sporu. Pełnego, oryginalnego wydania „Myśli” doczekały się dopiero w XIX stuleciu.
Myśli są współcześnie uważane za wybitne dzieło i kamień milowy francuskiej prozy. O pewnym fragmencie (myśl 72.) Sainte-Beuve wypowiedział się jako o najznakomitszych stronach zapisanych po francusku, natomiast Will Durant w swoim 11-tomowym dziele Historia cywilizacji wyraził podziw dla Myśli jako najbardziej elokwentnej książki w historii prozy francuskiej. W swoim opus magnum Pascal podjął kilka antynomicznych zagadnień filozofii: nieskończoność i nicość, wiara i rozum, duch i materia, śmierć i życie, sens i próżność, a jedynymi konkluzjami, jakie stąd wywiódł, były pokora, niewiedza i łaska. Te ostatnie sprowadził do swojego argumentu religijnego, znanego powszechnie jako zakład Pascala.

### Ostatnie dokonania i śmierć

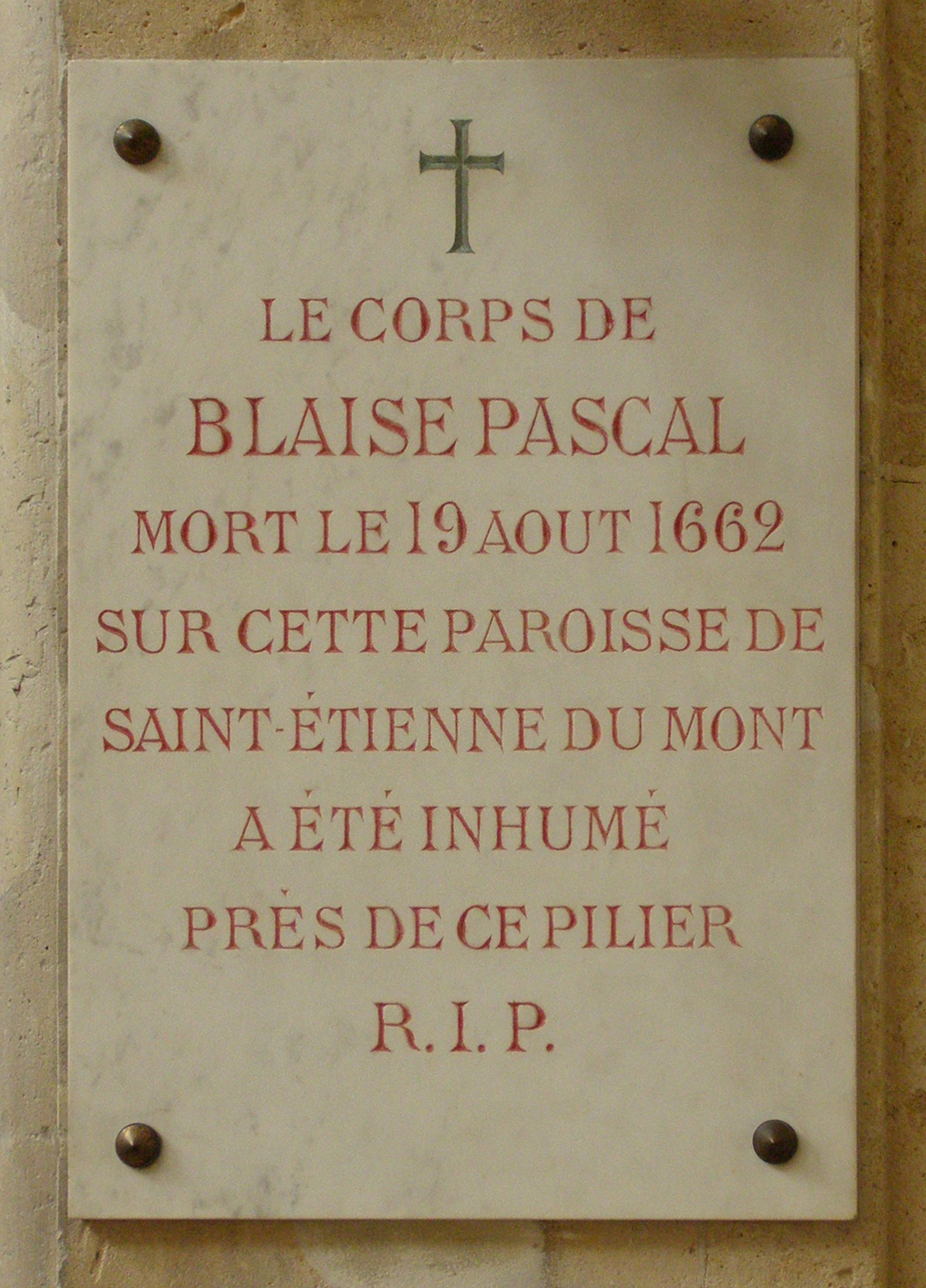
Epitafium w miejscu pochówku Pascala w kościele St Étienne w Paryżu

T.S. Eliot pisał o Pascalu jako „światowcu wśród ascetów, ascecie wśród światowców”; jego ascetyczny styl życia wynikał z przekonania, że cierpienie jest dla człowieka czymś naturalnym, a wręcz koniecznym. W 1659 roku Pascal, zawsze dość chorowity, rozchorował się tym razem poważnie, często jednak pod koniec swego życia odmawiał pomocy lekarskiej, twierdząc, że „choroba jest naturalnym stanem chrześcijanina”.
W 1661 Ludwik XIV zawiesił działalność jansenistów w Port-Royal, w odpowiedzi na co Pascal napisał jedno ze swych ostatnich dzieł, „Nakaz Podpisania Formularza” (Écrit sur la signature du formulaire). W tym samym roku zmarła jego siostra Jacqueline, co ostatecznie skłoniło go do porzucenia polemik na temat jansenizmu. Ostatnim znaczącym osiągnięciem uczonego było stworzenie w roku 1662 prawdopodobnie pierwszej na świecie linii komunikacyjnej, dzięki której pasażerowie mogli podróżować po Paryżu w omnibusie (carrosses à cinq sols).
W tym samym roku jego choroba wzmogła się. Świadomy swego słabego zdrowia, prosił o przeniesienie do szpitala dla nieuleczalnie chorych; lekarze uznali jednak, że jego stan jest zbyt niestabilny, aby można było go przenieść w inne miejsce. 18 sierpnia 1662 roku, w Paryżu, Blaise dostał drgawek i otrzymał ostatnie namaszczenie. Zmarł następnego dnia rano, wyrzekłszy swe ostatnie słowa: „niech Bóg nigdy mnie nie opuści”. Został pochowany na cmentarzu Saint-Étienne-du-Mont.
Wykonana po jego śmierci autopsja ujawniła poważne problemy żołądkowe i uszkodzenia innych organów jamy brzusznej, a także mózgu; mimo to ostateczna przyczyna jego kłopotów ze zdrowiem nie została precyzyjnie ustalona. Podejrzenia skupiają się wokół gruźlicy i raka żołądka (lub obu naraz), zaś częste bóle głowy kojarzone są z uszkodzeniami mózgu.

## Dorobek
W uznaniu dokonań naukowych nazwę Pascal nadano jednostce ciśnienia układu SI (pisanej małą literą), językowi programowania oraz prawu Pascala (ważnej zasady w aerostatyce i hydrostatyce). Nazwisko uczonego pojawia się również, jak wyżej wspomniano, w trójkącie Pascala i zakładzie Pascala.
Praca Pascala nad teorią prawdopodobieństwa była jego najbardziej znaczącym wkładem w rozwój matematyki. Pierwotnie dotyczyła hazardu, obecnie jest niezwykle istotna w ekonomii, szczególnie w matematyce ubezpieczeniowej. John Ross napisał, „Teoria prawdopodobieństwa i odkrycia jej towarzyszące odmieniły sposób postrzegania niepewności, ryzyka, podejmowania decyzji oraz indywidualną i zbiorową zdolność wpływania na bieg przyszłych wydarzeń”. Należy jednak pamiętać, że Pascal i Fermat, mimo iż wnieśli istotny wkład do wczesnych prac nad teorią prawdopodobieństwa, nie zgłębili jej dostatecznie szczegółowo. Christiaan Huygens, który prowadził badania z Pascalem i Fermatem, napisał pierwszą książkę poruszającą tę tematykę. W późniejszym czasie badania te prowadzili Abraham de Moivre i Pierre Simon de Laplace.
W literaturze Pascal jest traktowany jako jeden z najważniejszych autorów francuskiego klasycyzmu i uważany do dzisiaj za jednego z najwybitniejszych prozaików francuskich. Jego sposób posługiwania się satyrą i humorem był obiektem licznych polemik. Zbiór jego prac literackich jest dobrze znany jego wielkiemu przeciwnikowi racjonaliście Kartezjuszowi i przyczynił się do twierdzenia, że główne założenia filozofii empiryzmu były niewystarczające dla określenia prawd fundamentalnych.

## Inne
We Francji odbywa się coroczny, prestiżowy konkurs, który ma za zadanie pomoc wybitnym naukowcom w ich badaniach w Île-de-France. Jego nazwa pochodzi od nazwiska Pascala (Chaires Internationales de Recherche Blaise Pascal).
W Kanadzie co roku odbywa się matematyczny konkurs nazwany na cześć naukowca. Konkurs Pascala (Concours Pascal) jest otwarty dla wszystkich uczniów z Kanady, którzy nie przekroczyli czternastego roku życia i są co najwyżej w dziewiątej klasie.
Dyskusja na temat postaci Pascala została poruszona w filmie Moja noc u Maud francuskiego reżysera Érica Rohmera.
Roberto Rossellini wyreżyserował film biograficzny Blaise Pascal, który po raz pierwszy wyemitowano w 1971 roku. W rolę Pascala wcielił się Pierre Arditi.
Pascal był tematem pierwszej edycji filmu dokumentalnego BBC 2, „The Sea of Faith”, prezentowanego przez Dona Cupitta.
Austriacki pisarz Thomas Bernhard wielokrotnie odnosił się do Pascala w swoich dziełach.

## Prace naukowe
Pascal przeprowadził doświadczenie, które udowodniło, że ciśnienie cieczy lub gazów jest takie samo w każdym miejscu. Doświadczenie polegało na ustawieniu szczelnej beczki przy budynku, na drugim piętrze ustawiano cienką rurkę prowadzącą do beczki. W rurkę nalano wodę i kiedy było już dużo wody w rurce, beczka zaczęła przeciekać. Pascal wynalazł teoretycznie prasę hydrauliczną.
Blaise Pascal wymyślił tzw. Pascalinę, pierwszą maszynę liczącą, która potrafiła dodawać. Zbudował ją dla swojego ojca, który był poborcą podatkowym. Ponadto sformułował prawo nazwane jego nazwiskiem dotyczące ciśnienia w cieczach. Stąd jednostka ciśnienia w układzie SI nosi nazwę paskal (Pa). Do matematyki wprowadził obiekty nazwane potem ślimakiem Pascala i trójkątem Pascala. Ustanowił w Paryżu w 1662 roku 5 pierwszych linii komunikacji miejskiej, po której kursował omnibus (karoce za 5 soldów) według stałych rozkładów oraz wynalazł nowoczesną ruletkę.

## Wybrane prace
- Essai pour les coniques (1639)
- Experiences nouvelles touchant le vide (1647)
- Traité du triangle arithmétique (1653)
- Prowincjałki (1656–1657)
- De l'Esprit géométrique (1657 lub 1658)
- Écrit sur la signature du formulaire (1661)
- Myśli (nieukończone, wydane pośmiertnie)